# Pelagornis sandersi

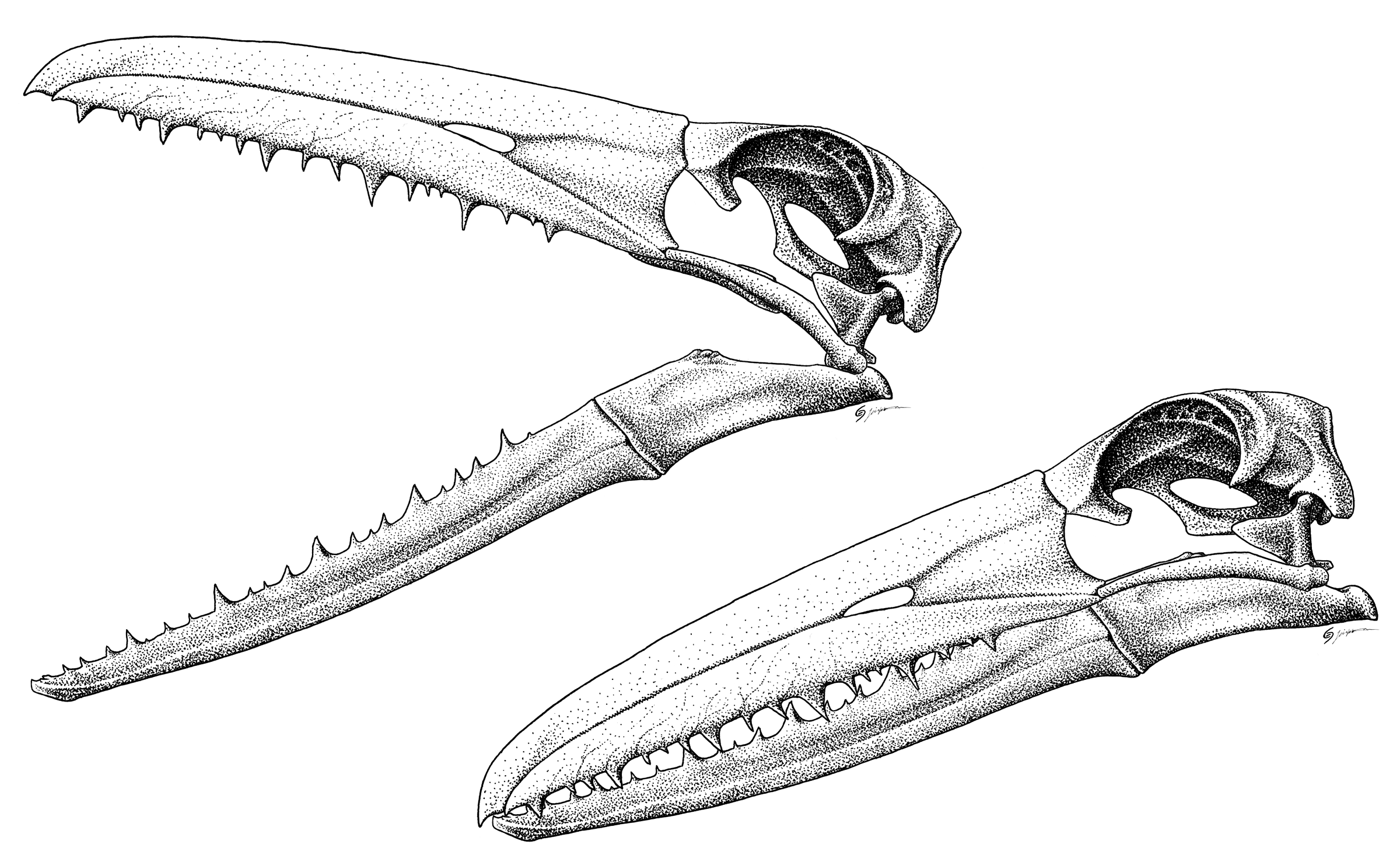
Rekonstruktion av skalle från Pelargornis sandersi.

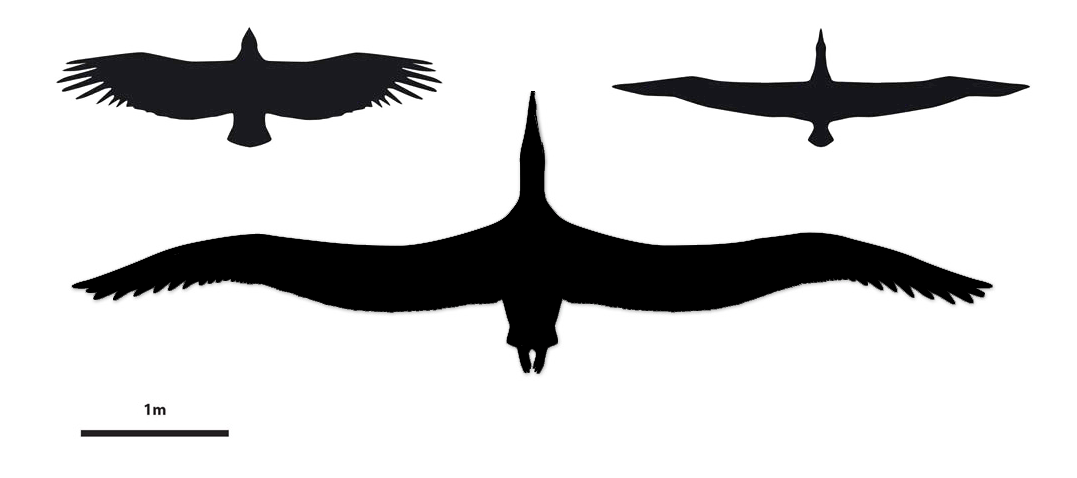
Pelagornis sandersi i jämförelse med andinsk kondor och vandringsalbatross.

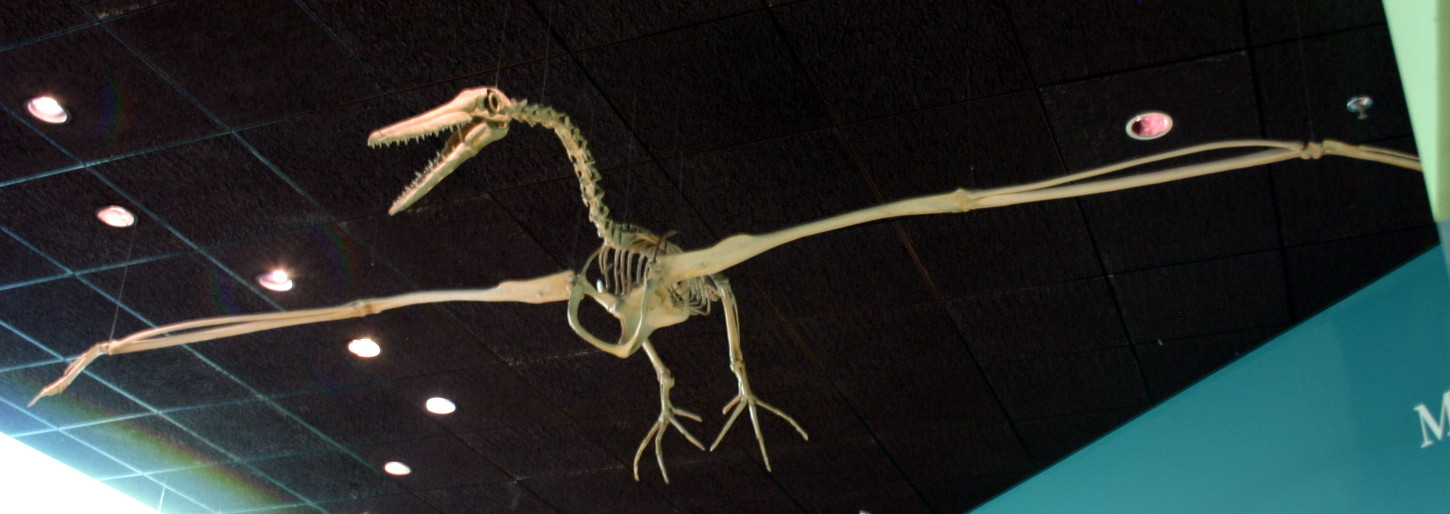
Rekonstruktion av Pelagornis sandersi vid Charleston Museum.

Pelagornis sandersi  är en utdöd art av världens flygande fåglar. Det hittills enda kända fossilet av Pelagornis sandersi hittades 1983, under grävarbete för ett nybygge på Charleston International Airport, i South Carolina. Fyndet härstammar från den chattianska perioden för 25 miljoner år sedan. 
Den uppskattade vikten är beräknad att ha varit mellan 22 och 40 kg, vingspannet var mellan 6,1 och 7,4 m, vilket är det största vingspannet av någon flygande fågel som hittills upptäckts, alltså dubbelt så stor som vandringsalbatrossen, som har det största vingspannet av någon nu levande fågel på upp till 3,7 m.  Pelagornis sandersi har därmed ersatt den tidigare rekordhållaren, den också utdöda Argentavis magnificens.
Dan Ksepka från National Evolutionary Synthesis Center i Durham, North Carolina, som identifierade de upptäckta fossilerna, konstaterade 2014 att det var en ny art, och att den kunde flyga på grund av sin relativt lilla kropp och långa vingar, och att den liksom albatrossen, tillbringade mycket av sin tid över havet, området där fågeln levde för 25 miljoner år sedan var då hav. 
Fågeln är uppkallad efter Albert Sanders, som ledde utgrävningen, och tidigare var curator för naturhistoria vid Charleston Museum, där finns också en rekonstruktion av fågeln.